# Valiato de Diyarbekir
El valiato de Diyarbekir (en turco otomano: ولايت ديار بكر‎, Vilâyet-i Diyarbakır) era una división administrativa de primer nivel (valiato) del Imperio otomano, totalmente ubicada dentro de lo que hoy es la Turquía moderna. El valiato se extendía al sur desde Palu en el Éufrates hasta Mardin y Nísibis en el borde de la llanura mesopotámica.  Después del establecimiento de la República de Turquía en 1923, la región se incorporó al estado recién creado. 
A principios del siglo XX, según se informa, tenía un área de 18 074 millas cuadradas (46 811,7 km²), mientras que los resultados preliminares del primer censo otomano de 1885 (publicado en 1908) dieron una población de 471.462. La precisión de las cifras de población varía de "aproximada" a "meramente conjetura" según la región de la que se obtuvieron. 

## Historia
El valiato de Diyarbekir fue creado en 1867. En 1867 o 1868 los eyalatos de Mamuret-ul-Aziz y Kurdistán se fusionaron y se unieron al valiato de Diyarbekir. En 1879-1880 Mamuret-ul-Aziz se separó de nuevo de Diyarbekir y se convirtió en valiato de Mamuret-ul-Aziz. Fue uno de los seis valiatos armenios del Imperio.

## Divisiones administrativas
Sanjacados del valiato:
1. Diyarbekir (Diyarbakır, Lice, Silvan, Derik, Beşiri)
2. Mardin (Mardin, Cizre, Midyat, Savur, Nísibis)
3. Ergani (Maden, Palu)
4. Siverek (separado de Diyarbekir en 1907) (Siverek, Çermik, Viranşehir)